# August Lucae
Johann Konstantin August Lucae (ur. 24 sierpnia 1835 w Berlinie, zm. 17 marca 1911 w Berlinie) – niemiecki lekarz otorynolaryngolog. Określany mianem ojca berlińskiej otologii.

## Życiorys
Urodził się w 1835 roku w Berlinie, w rodzinie znanych berlińskich aptekarzy. Jego najstarszy brat Adalbert prowadził aptekę przy Unter den Linden (znaną jako Lucaesche Apotheke), Richard był profesorem architektury w Berlinie, Carl profesorem filozofii w Marburgu. August Lucae studiował medycynę w Berlinie i w Bonn. Od 1862 roku praktykował jako otolog w Instytucie Patologicznym u Rudolfa Virchowa. W latach 1866–1905 privatdozent na Uniwersytecie Fryderyka Wilhelma w Berlinie, od 1871 roku profesor nadzwyczajny, od 1899 roku profesor otorynolaryngologii. W 1874 roku został dyrektorem polikliniki chorób uszu (Universitätspoliklinik für Ohrenkrankheiten).
Lucae razem z Bezoldem spopularyzował próbę Rinnego. Jego uczniem był Adam Politzer.

## Wybrane prace
- Die Schalleitung durch die Kopfknochen und ihre Bedeutung für die Diagnostik der Ohrenkrankheiten (1870)
- Zur Entstehung und Behandlung der subjectiven Gehörsempfindungen (1884)